# 韦尔芒杜瓦伯国

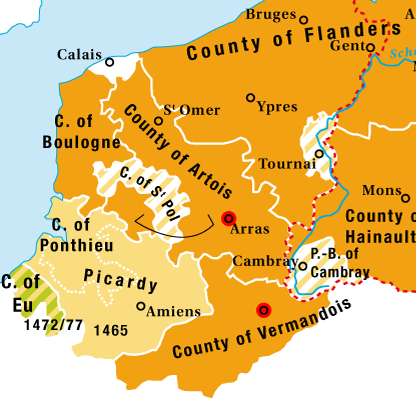
1465年到1477年间作为勃艮第公国附庸的韦尔芒杜瓦伯国

韦尔芒杜瓦伯国是在墨洛温王朝时期出现的伯国。韦尔芒杜瓦（法语：Vermandois）之名来自于一个叫维洛曼杜伊（拉丁语：Viromandui）的高卢部落。韦尔芒杜瓦主要由圣康坦和佩罗讷两块领地组成，位于法国北方的皮卡第大区。

## 历史
韦尔芒杜瓦的丕平是第一位世袭的韦尔芒杜瓦伯爵，他是查理曼的直系后代，意大利的伯纳德之子。他的孙子埃贝尔二世在位时期极大扩展了家族的势力，甚至让西法兰克国王糊涂查理被关押了六年。
1077年，加洛林王朝的最后一个韦尔芒杜瓦伯爵埃贝尔四世通过妻子获得了瓦卢瓦伯国。由于两人的儿子有精神疾病并被剥夺了继承权，韦尔芒杜瓦和瓦卢瓦的伯爵头衔留给了女婿于格一世。于格一世是法国国王亨利一世的幼子，两个伯国从此成为卡佩王朝的一部分。于格一世在第一次十字军东征中发挥重要作用。
于格一世的孙子拉乌尔二世去世后无嗣，姐夫佛兰德伯爵阿尔萨斯的腓力和姐姐伊丽莎白共同统治韦尔芒杜瓦。伊丽莎白死后阿尔萨斯的腓力单独统治韦尔芒杜瓦，但伊丽莎白尚有一个妹妹埃莉诺。佛兰德日益扩张的势力威胁了法国王室，因此法兰西国王腓力二世支持埃莉诺继承韦尔芒杜瓦。在1186年达成的协定中，埃莉诺获得了瓦卢瓦和部分韦尔芒杜瓦，并在阿尔萨斯的腓力死后获得全部韦尔芒杜瓦，条件是埃莉诺如果没有子嗣则韦尔芒杜瓦成为王室领土。1213年埃莉诺去世，韦尔芒杜瓦并入法国王室。
1669年，路易十四与露易丝·德·拉瓦利埃尔的私生子路易·德·波旁获得韦尔芒杜瓦伯爵头衔，但是他在1683年去世，没有后嗣。

## 韦尔芒杜瓦伯爵

### 加洛林王朝
- 丕平二世：？- 约850年
- 丕平三世（英语：Pepin III, Count of Vermandois）：约850年–约896年
- 埃贝尔一世：约896年 - 900年/907年
- 埃贝尔二世：900年/907年 - 943年
- 阿尔贝一世[2]：946年 - 987年
- 埃贝尔三世：987年 - 993年/1002年
- 阿尔贝二世（法语：Albert II de Vermandois）：993年/1002年 - 1015年/1021年
- 奥东：约1021年 - 1045年
- 埃贝尔四世：1045年 - 约1080年
- 阿德莱德：约1080年 - 1102年

### 卡佩王朝
- 于格一世：约1080年 – 1102年
- 拉乌尔一世：1102年 - 1152年
- 拉乌尔二世（法语：Raoul II de Vermandois）：1152年 - 1167年
- 伊丽莎白（法语：Élisabeth de Vermandois）：1167年 - 1183年
- 腓力：1167年 - 1191年
- 埃莉诺（法语：Éléonore de Vermandois）：1192年 - 1213年[3]

### 波旁王朝
- 路易·德·波旁（法语：Louis de Bourbon）：1669年 - 1683年